# Тургар
Тургар (Турхар) (twrγ'r, д/н — бл. 781) — останній іхшид (володар) Согда в 738—781 роках. В китайських джерелах відомий як Дуге (Дохе).

## Життєпис
Старший син іхшида Уграка. У 731—738 роках був намісником міст Іштихан і Кабуданчкат. Ймовірно у 732 або 737 році після поразок Уграка від арабів прийняв іслам, припускають, що став зватися Язидом. 738 року після смерті батька успадкував владу.
Намагався маневрувати між Омеядським халіфатом і імперією Тан.740 року відправив посольство до імператора Сюань-цзуна. З початком повстання 744 року хариджитів та ібадитів проти центрального уряду халіфа залишився осторонь. В ході боротьби за владу між Омеядами і Аббасидами у747—750 роках фактично став незалежним, почавши карбувати срібні монети.
Ситуацію змінила поразка танського війська в Талаській битві 751 року. Втім дипломатія допомогла іхшиду уникнути плюндрування своїх волоіднь. Завдяки цьому відбувається нове економічне піднесення. Разом з тим активно просувалася ісламізація. При цьому халіфський уряд взяв курс на ліквідацію напівнезалежних держав на сході. 755 року призначаєтьсяпершим емір Бухари, яким став Абу Дауд Халід ібн Гураз. З огляду на це Тургар переносить резиденцію до Нахшаби. 
772 року Тургар відправив нове посольство до танського імператора Да-цзуна, але той вже не мав змоги допомогти. Остання згадка про Тургара відноситься до 781 року. Припускають, що  міг приєднатися до повстання Муканни у 776—785 роках, оскільки саме Південний Согд, депанував Тургар став провідною базою повсталих. Ймовірно після придушення повстання араби ліквідували державність Согду.